# بوریس میخایلوف (بازیکن هاکی روی یخ)

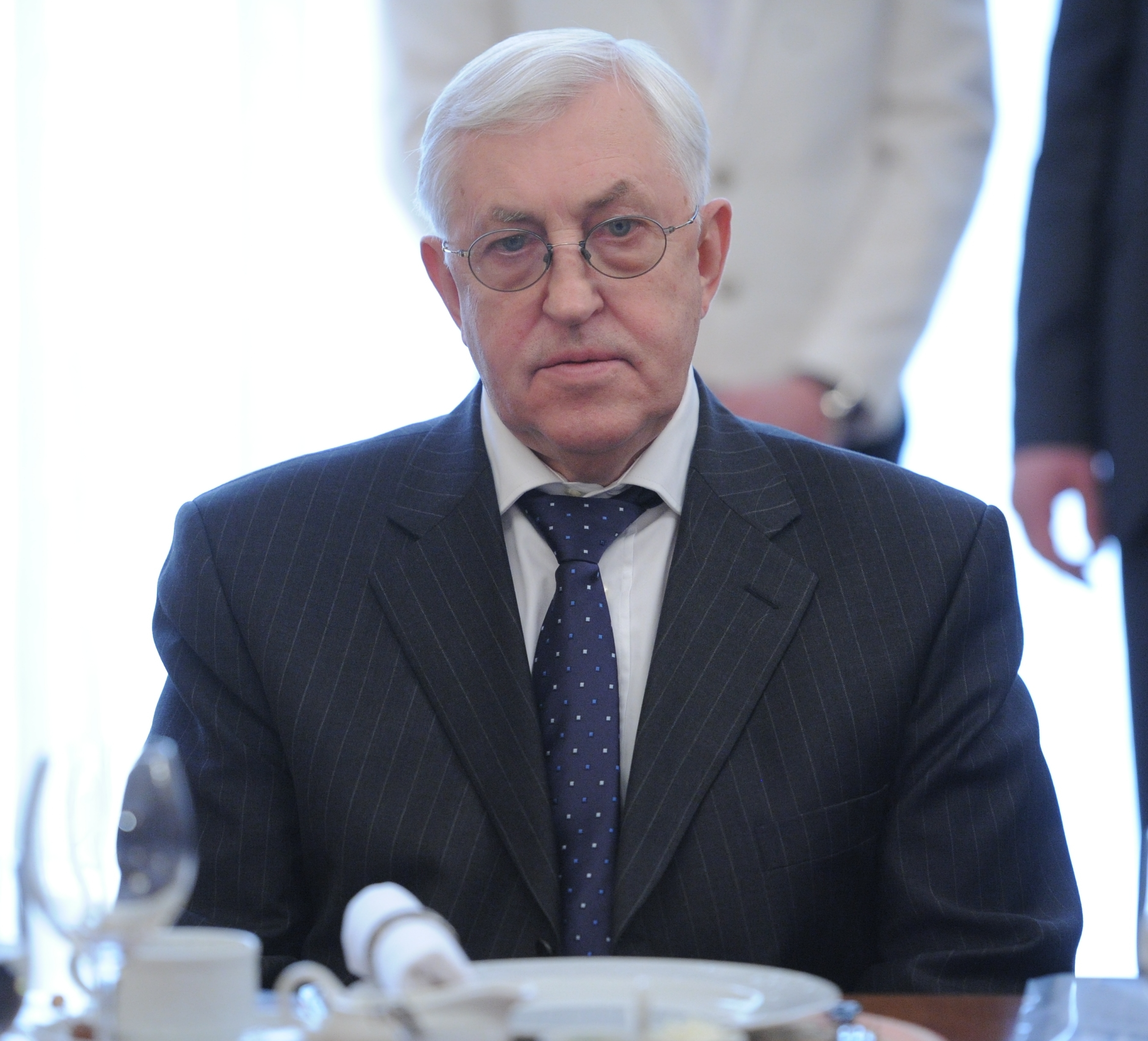
بوریس میخایلوف - ۲۰۱۲

بوریس میخایلوف (روسی: Бори́с Петро́вич Миха́йлов؛ زادهٔ ۶ اکتبر ۱۹۴۴) بازیکن هاکی روی یخ اهل اتحاد جماهیر شوروی سوسیالیستی بود.
وی همچنین برندهٔ جوایزی همچون نشان دوستی و نشان لنین شده‌است.